# 39 (近畿小子)
《39》（Thank You）是日本二人組合近畿小子為慶祝出道十周年紀念，所發行的精選專輯，也是他們的第3張精選輯。於2007年7月18日由傑尼斯娛樂唱片公司發行。
專輯收錄了近畿小子在過去十年中的熱門單曲和經典曲目，並包含了他們的代表作以及粉絲們喜愛的歌曲。專輯名稱《39》寓意感謝（在日語中，「三九」發音類似「Thank You」），表達對歌迷支持的感激之情。此外，專輯還收錄了新曲，展示了近畿小子在音樂上的成長與演變，對於喜愛他們的粉絲而言，這是一張紀念性極強的作品。

## 解說
距離上一張精選集相隔2年7個月，為迎接2007年7月21日CD出道十周年紀念，所發行的第三張精選專輯。除了歡慶十周年之外，這張專輯也含有的意義，不只專輯名稱叫做《39》（日語發音近似《Thank You》），連收錄的歌曲數目也剛好39首。相較於過去兩張精選集以單曲為主，這次為了記錄近畿小子10年來的音樂歷程，故以發行過的所有歌曲為對象，讓歌迷進行票選來決定曲目，可謂是萬中選一的音樂全記錄，也是他們首次發行多於兩張CD的專輯。
2007年4月發行單曲BRAND NEW SONG時，單曲內附有一張《Your Favorite Song of KinKi Kids》調查問券，讓歌迷從表列的129首歌曲中挑選出最喜愛的10首歌，最後將票選前10名歌曲，加上一首新歌《Music of Life》，組成本張專輯的Disc 1【YOUR FAVORITE】。之後再由堂本光一與堂本剛兩人各選出14首歌，合計三張CD、39首歌。因為是歌迷與成員所挑選的歌曲，故並未網羅歷年所有的單曲或專輯主打歌，反而收錄了許多當時非主打的好歌。其中，堂本兄弟樂團在演唱會上首次披露的新歌《Music of Life》以及全部英語歌詞的《KinKi Kids forever》都是第一次商品化公開發行。
近畿小子兩人是先各自選出14首歌，再參照歌迷票選結果，將重複的歌曲篩除。接著考量彼此的選擇、歌曲順序等因素，針對相同的部分進行分配或重新選曲。不過，就堂本光一本人表示，他最初選擇的歌曲與歌迷票選結果重複的就有8首之多，要決定曲目著實花了不少心思。
初回版的CD盒採用展開後呈現十字形的5面式折疊設計，隨碟附贈一張現場演唱影像的DVD以及36P寫真歌詞本，並以特殊紙盒包裝。通常版的首批出貨則附贈28P寫真歌詞本，以及近畿小子給歌迷的留言卡。專輯封面是紅白條紋相間，這在日本文化中是代表喜慶的圖騰，也是他們繼與之後，第三張沒有使用藝人照片作為封面的專輯。
這張專輯延續了以往的氣勢，發行首週即登上Oricon排行榜第一名。由於是精選輯的關係，包括首週銷量與累積銷售量都比前一張專輯大幅成長，也是繼2004年發行《KinKi Single Sellection II》以來，再度於發行首週即突破30萬張的高水準。甚至有CD上架後隨即銷售一空的情形發生（尤其是限量發行的初回版）。

## 收錄歌曲

### Disc 1 【YOUR FAVORITE】
1. 愛的聚合物（愛のかたまり）
  - ※KinKi Kids參與演出的森永製果廣告《Dars》主題曲。
  - 作曲：堂本光一　作詞：堂本剛　編曲：吉田建
2. Anniversary
  - 作曲：織田哲郎　作詞：Satomi　編曲：家原正樹
3. 雪白之月（雪白の月）
  - 作曲：松本良喜　作詞：Satomi　編曲：十川知司
4. Love is…～因為永遠有妳～（Love is... ～いつもそこに君がいたから～）
  - 作曲、作詞：成海Kazuto　編曲：garamonn
5. 戀淚
  - 作曲：堂本光一　作詞：堂本剛　編曲：石塚知生
6. 在我背上的翅膀（ボクの背中には羽根がある）
  - 作曲：織田哲郎　作詞：松本隆　編曲：家原正樹
7. 玻璃少年（硝子の少年）
  - ※KinKi Kids的出道曲。
  - 作曲：山下達郎　作詞：松本隆　編曲：山下達郎
8. 雨的旋律（雨のMelody）
  - 作曲：武藤敏史／坂井秀陽　作詞：康珍化　編曲：有賀啓雄
9. 薄荷糖（薄荷キャンディー）
  - ※堂本剛參與演出的東京放送連續劇《前男友》主題曲。
  - 作曲、編曲：Fredrik Hult, Ola Larsson, Öystein Grindheim, Henning Harturng　
  - 作詞：松本隆
10. 月光
  - 作曲：飯田建彦　作詞：淺田信一　編曲：ha-j
11. Music of Life
  - ※於2006年《堂本兄弟樂團第二次現場演出》首次發表。前半段是以鋼琴及弦樂為主的敘事曲調，後半段風格一轉，變成節奏強烈的樂曲。演奏時間長達8分49秒，這首歌也是KinKi Kids截至目前最長的一首歌。
  - 作曲：堂本剛　作詞：堂本光一　編曲：吉田建　弦樂編排：弦一徹　
  - 原始編曲：DOMOTO BROTHER BAND（堂本兄弟樂團）

### Disc 2 【KOICHI'S FAVORITE】
1. 從Kiss開始的懸疑劇（Kissからはじまるミステリー）
  - 作曲：山下達郎　作詞：松本隆　編曲：山下達郎
2. Bonnie Butterfly
  - 作曲、作詞：井手功二　編曲：米米亮／井手功二
3. LOVE SICK
  - 作曲：Face 2 fAKE　作詞：戶川暢美　編曲：Face 2 fAKE
4. Misty
  - 作曲、作詞：堂島孝平　編曲：CHOKKAKU
5. 天鵝絨的幽闇（ビロードの闇）
  - 作曲：林田健司　作詞：Satomi　編曲：CHOKKAKU
6. 99%LIBERTY
  - 作曲：織田哲郎　作詞：前田Takahiro　編曲：家原正樹　管樂編排：下神達哉
7. 對手
  - 作曲、作詞、編曲：Ooyagi Hiroo
8. HELLO
  - 作曲：寺田一郎　作詞：山本英美　編曲：船山基紀　和聲編排：岩田雅之
9. 就這樣手牽著手（このまま手をつないで）
  - 作曲：馬飼野康二　作詞：松本隆　編曲：CHOKKAKU　和聲編排：松下誠
10. Flower（フラワー）
  - 作曲：HΛL／音妃　作詞：HΛL　編曲：船山基紀　和聲編排：松下誠
11. Flying People '99（ふらいんぐ・ぴーぷる '99）
  - 作曲：Face 2 fAKE　作詞：戶川暢美　編曲：CHOKKAKU
12. 我將永遠愛你（いつも僕は恋するんだろう）
  - 作曲、作詞：堂島孝平　編曲：CHOKKAKU
13. 寒冬的沈思（真冬のパンセ）
  - 作曲：石塚知生　作詞：淺田信一　編曲：CHOKKAKU
14. 十二月禮讚
  - 作曲、作詞：增子達郎　編曲：ha-j　弦樂編排：佐藤泰將　和聲編排：高橋哲也

### Disc 3 【TSUYOSHI'S FAVORITE】
1. 希望妳感覺到我苦悶的戀情（せつない恋に気づいて）
  - 作曲：寺田一郎　作詞：MIZUE & HIDE　編曲：岩田雅之
2. 好想一直緊緊地抱著（ずっと抱きしめたい）
  - 作曲：寺田一郎　作詞：相田毅／堂本剛　編曲：長岡成貢　和聲編排：松下誠
3. Natural Thang
  - 作曲、作詞：米倉利德　編曲：木村賢一　和聲編排：米倉利德
4. Love U4 Good
  - 作曲：松本良喜　作詞：double S　編曲：安部潤　和聲編排：知野芳彦
5. to Heart
  - 作曲：宮崎歩　作詞：久保田洋司／E.komatsu　編曲：CHOKKAKU
6. 藍色憂傷（カナシミ ブルー）
  - 作曲、作詞：堂島孝平　編曲：CHOKKAKU
7. 春雷
  - 作曲：小田原友洋　作詞：上田Kenji　編曲：十川知司
8. 獻給妳的歌（君のためのうた）
  - 作曲、作詞：周水（canna）編曲：南利一
9. 青春時代（青の時代）
  - 作曲、作詞：canna　編曲：新川博
10. 飄啊飄（ひらひら）
  - 作曲、作詞：堂本剛　編曲：ha-j & 吉岡Taku
11. Destination
  - 作曲、作詞：Gajin　編曲：DANCE☆MAN　管樂編排：川松久芳
12. Night+Flight
  - 作曲、作詞：Gajin　編曲：佐久間誠
13. In My Heart
  - 作曲、作詞：Ooyagi Hiroo　編曲：石塚知生　和聲編排：岩田雅之
14. KinKi Kids forever (English version)
  - 作曲、作詞、編曲：Jonas Saeed

### Disc 4 【YOUR FAVORITE DVD】
※這張DVD僅《初回版》附贈

#### 10 YOUR FAVORITE SONGS at LIVE
根據歌迷票選結果，收錄由第10名倒數至第1名歌曲（即 Disc 1）的現場演唱影像，其中有不少畫面是首次對外發表。以下列出每首歌的影像出處，以及該演唱會的公演年度。
1. 月光
  - 《KinKi Kids DOME TOUR　～font de Anniversary～》（2004年－2005年）
2. 薄荷糖（薄荷キャンディー）
  - 《KinKi Kids H TOUR　～Have A Nice Day～》（2005年－2006年）※首次公開
3. 雨的旋律（雨のMelody）
  - 《KinKi Kids CONCERT TOUR 2006～2007 Harmony of Winter -iD-》（2006年－2007年）※首次公開
4. 玻璃少年（硝子の少年）
  - 《A so Bo Concert》（1997年）
5. 在我背上的翅膀（ボクの背中には羽根がある）
  - （2001年－2002年）※首次公開
6. 戀淚
  - 《KinKi Kids H TOUR　～Have A Nice Day～》（2005年－2006年）※首次公開
7. Love is…～因為永遠有妳～（Love is... ～いつもそこに君がいたから～）
  - 《KinKi Kids CONCERT TOUR 2006～2007 Harmony of Winter -iD-》（2006年－2007年）※首次公開
8. 雪白之月（雪白の月）
  - 《KinKi Kids CONCERT TOUR 2006～2007 Harmony of Winter -iD-》（2006年－2007年）※首次公開
9. Anniversary
  - 《KinKi Kids DOME TOUR　～font de Anniversary～》（2004－2005年）
10. 愛的聚合物（愛のかたまり）
  - 《KinKi Kids DOME TOUR　～font de Anniversary～》（2004年－2005年）、《KinKi Kids DOME CONCERT 「大家好嗎？」》（2001年〜2002年）、《KinKi Kids 24/7 G Tour》（2003年－2004年）上述三場演唱會影像剪輯而成。

#### TV-CM SELECTION
收錄歷年單曲、專輯發行時播映的電視廣告。

## 歌迷投票結果
- 2007年7月22日近畿小子於東京巨蛋舉行《KinKi Kids 10th Anniversary in TOKYO DOME》公演時，曾發表第11名～第39名的票選結果。
- 名稱後備註（K）者表示收錄在本張專輯「KOICHI'S FAVORITE」中，（T）則表示收錄在「TSUYOSHI'S FAVORITE」中。

01位：愛的聚合物（愛のかたまり）
02位：Anniversary
03位：雪白之月（雪白の月）
04位：Love is…～因為永遠有妳～（Love is... ～いつもそこに君がいたから～）
05位：戀淚（恋涙）
06位：在我背上的翅膀（ボクの背中には羽根がある）
07位：玻璃少年（硝子の少年）
08位：雨的旋律（雨のMelody）
09位：薄荷糖（薄荷キャンディー）
10位：月光
11位：solitude~真實的告別~（solitude ～真実のサヨナラ～）
12位：Bonnie Butterfly (K)
13位：KinKi Kids forever (T)　※全英語版本
14位：to Heart (T)
15位：Harmony of December (K)
16位：99%LIBERTY (K)
17位：就這樣手牽手（このまま手をつないで） (K)
18位：FRIENDS
19位：BRAND NEW SONG
20位：Flower（フラワー） (K)
21位：除了你誰都不愛（もう君以外愛せない）
22位：SNOW! SNOW! SNOW!
23位：藍色憂傷（カナシミ ブルー） (T)
24位：嘿，我會加油。（ね、がんばるよ。）
25位：慾望的Rain（欲望のレイン）
26位：情熱
27位：飄啊飄（ひらひら） (T)
28位：世界上的大家…。（世界中のみんなで···。）
29位：天鵝絨的幽闇（ビロードの闇） (K)
30位：青春時代（青の時代） (T)
31位：Misty (K)
32位：Black Joke
33位：希望妳感覺到我苦悶的戀情（せつない恋に気づいて） (T)
34位：Natural Thang (T)
35位：永恆的BLOODS（永遠のBLOODS）
36位：從Kiss開始的懸疑劇（Kissからはじまるミステリー） (K)
37位：futari
38位：你是宿命（キミハカルマ）
39位：5×9=63